# Fővám tér (stanice metra v Budapešti)
Fővám tér je podzemní stanice na lince M4 budapešťského metra. Nachází se pod stejnojmenným náměstím Fővám tér na levém břehu Dunaje na pešťském předmostí mostu Szabadság híd v jihozápadní části města konci Malého okruhu Kiskörút v blízkosti ústřední tržnice Vásárcsarnok.

## Infrastruktura v okolí
Ze stanice metra je umožněn přestup na nábřežní linku tramvaje č. 2 a na linky tramvají 47, 48, 49 provozované na Malém okruhu.

## Technické údaje
- Délka stanice: 87 m
- Délka nástupišť: 80 m
- Plocha nástupišť: 820 m²
- Niveleta stanice: 30,0 m pod úrovní terénu (od temene kolejnice)
- Počet eskalátorů: 8
- Počet výtahů: 2
- Počet výstupů: 1
- Typ stanice: Jednolodní hloubená a ražená s nástupištěm uprostřed